# Мичман, Вадим Сергеевич
Вади́м Серге́евич Ми́чман (род. 16 июня 1986, Куйбышев) — российский актёр театра и кино.

## Биография
Родился 16 июня 1986 года в городе Куйбышеве Новосибирской области в семье педагога и фармацевта.
В 2003 году переехал в Москву и поступил в Институт современного искусства, который окончил в 2008 году по специальности «Музыкальное искусство».
Сразу по окончании института Вадим был приглашён в Московский театр оперетты, где в октябре 2008 года сыграл свою первую роль — вора и бродяги Бенедетто в мюзикле режиссёра Алины Чевик «Монте-Кристо». В этом же году принял участие в съёмках своего первого фильма «Стэп бай стэп» режиссёра Игоря Коробейникова, премьера которого состоялась в московском кинотеатре «КАРО ФИЛЬМ Пушкинский» 31 марта 2011 года.
В 2009 году был утверждён на главную роль в мюзикле режиссёра Бориса Борейко «Бременские музыканты», где сыграл роль эксцентричного и немного наивного Короля.
В мае 2010 года прошёл кастинг на роль в мюзикле «Любовь и шпионаж» режиссёра Егора Дружинина, где исполнил роль французского офицера Шарля. В сентябре того же года вместе с актрисой Валерией Ланской принял участие в открытии XIX Открытого фестиваля кино стран СНГ, Латвии, Литвы и Эстонии «Киношок-2010» в Анапе.
В октябре 2011 года состоялась премьера мюзикла режиссёра Евгения Писарева «Звуки музыки» компании Stage Entertainment, где Вадим сыграл  роль Рольфа Грубера.
В 2011-2012 гг. Вадим Мичман приступил к съёмкам в полнометражном фильме «Гагарин. Первый в космосе» режиссёра Павла Пархоменко, где сыграл роль второго советского космонавта, дублёра Юрия Алексеевича Гагарина Германа Титова. Премьерный показ фильма состоялся в московском кинотеатре «Октябрь» 12 апреля 2013 года. В общероссийский прокат фильм вышел 6 июня 2013 года.
С 27 октября 2012 года по 16 ноября 2013 года исполнял главную роль Ская в мюзикле режиссёра Эндрю Уэйла «Mamma Mia!» компании Stage Entertainment в Московском дворце молодёжи и Санкт-Петербургском Мюзик-холле.
24 марта 2013 года ввёлся в мюзикл режиссёра Виктора Стрельченко «Остров сокровищ» на сцене концертного зала «Измайлово», где играл главную роль Джима Хокинса.
В сентябре 2013 года был приглашён в мюзикл режиссёра Глена Казаля «Русалочка», где исполнял главную роль Принца Эрика.
В 2014-2015 годах принимал участие в съёмкам в полнометражного фильма-катастрофы «Экипаж» режиссёра Николая Лебедева. Фильм был создан студией «ТриТэ» Никиты Михалкова. Премьера состоялась 21 апреля 2016 года.
В ноябре 2015 года на сцене Санкт-Петербургского государственного театра «Мюзик-холл» ввёлся в мюзикл «Онегин» на роль Владимира Ленского.
16 июня 2016 года, в день своего рождения, был утверждён на главную роль Фрэнка Абигнэйла-младшего в бродвейском мюзикле «Поймай меня, если сможешь», созданном по одноимённому фильму Стивена Спилберга. Премьера мюзикла состоялась 7 октября 2016 года в культурном центре «Москвич».
Весной 2017 года стартовал прокат фильма производства компании Disney «Красавица и чудовище», снятый по одноимённому мюзиклу. В нём Вадим Мичман озвучил одного из главных персонажей Лефу, приспешника главного антагониста картины Гастона.
Осенью 2017 года Вадим успешно прошёл кастинг в новый спектакль Театра Наций «Синяя синяя птица» режиссёра Олега Глушкова. Это история о маленькой девочке Матильде, которая вместе с медвежонком Тиделем пытается спасти своего брата Тиля. Мичман исполнял две роли: брата и медвежонка.
Весной 2019 года случился первый режиссёрский и продюсерский опыт Вадима Мичмана. Он вместе со своими коллегами организовал и поставил шоу «Шедевры мировых мюзиклов». В концерте принимали участие Нонна Гришаева, Антон Макарский, Валерия Ланская и другие звёзды мюзиклов. Премьера состоялась в городе Сургуте. 
В том же году Вадим принял участие в съёмках первого сезона шоу «Ну-ка все, вместе!» для телеканала «Россия-1».
Летом 2019 года в Тверской области завершились съёмки в короткометражном фильме «Качели» молодого режиссёра Евгении Серебренниковой, где Вадим сыграл роль отца главной героини. Премьера намечена на конец 2021 года. 
Летом 2019 года Вадим Мичман играет главную роль в короткометражном фестивальном фильме «Качели» молодого режиссёра Евгении Серебренниковой.
Летом 2020 года продюсерская компания Legio Felix начала съёмки сериала «Регби» режиссёра Ани Мирохиной, где Вадима утвердили на роль Павла, отчима Кости. Премьера состоялась летом 2021 года на онлайн-сервисе more.tv.
Летом 2020 года продюсерская компания Legio Felix начала съёмки сериала «Регби» режиссёра Анны Мирохиной, где Вадиму досталась одна из ролей.
На протяжении всего времени Вадим Мичман также занимается и концертной деятельностью.
В 2017 году в составе группы «Точки над Ё» провёл свой сольный концерт «Шедевры мировых мюзиклов», а в 2019 году накануне своего 33-летия — сольный концерт «Накануне» при участии продюсерского центра «Пентаграмма».
В 2018-2020 годах Вадим вместе с группой «Точки над Ё» и арт-центром «Вместе» принимал активное участие в уличных фестивалях города Москвы: с программой «Стиляги в городе» — на фестивале, приуроченном к Чемпионату мира по футболу 2018, и с рождественской программой — на фестивале «Путешествие в Рождество».
В январе 2021 года в онлайн-кинотеатре Оkko состоялась премьера концерта с оркестром под управлением Фабио Мастранджело «Волшебная музыка Disney», где Вадим со своими коллегами исполнил известные и любимые арий из знаменитых мюзиклов и фильмов Disney.
Также Вадим принимал участие в концерте-съёмке программы «Романтика романса» для телеканала «Россия-Культура», концерте шоу-оркестра «Русский стиль» в Крокус Сити холле и др.
В июне 2019 года провёл первый сольный концерт «Накануне», спродюсированный продюсерским центром «Пентаграмма».

## Творчество

### Роли в мюзиклах
Московский театр оперетты — 2008 — настоящее время
- «Монте-Кристо» — Бенедетто (главная роль)

Театрально-концертный зал «Мир»; Центральный дом культуры железнодорожников — 2009—2011
- «Бременские музыканты» — Король (главная роль)

Театр Российской Армии, Театр киноактёра, Театриум на Серпуховке — 2010—2013
- «Любовь и шпионаж»/«Мата Хари: любовь и шпионаж» — Шарль, французский офицер

Московский дворец молодёжи — 2011—2012, 2022 — настоящее время
- «Звуки музыки» — Рольф Грубер (главная роль)
- «Ничего не бойся, я с тобой» — журналист

Московский дворец молодёжи, Мюзик-Холл (г. Санкт-Петербург) — 2012—2013
- «Mamma Mia!» — Скай (главная роль)

Концертный зал «Измайлово» — 2013—2014
- «Остров сокровищ» — Джим Хокинс (главная роль)

Театр «Россия» — 2013—2014
- «Русалочка» — Принц Эрик (главная роль)

«Мюзик-Холл» (г. Санкт-Петербург) — 2015—2016
- «Онегин» — Владимир Ленский (главная роль)

Культурный центр «Москвич» — 2016
- «Поймай меня, если сможешь» — Фрэнк Абигнэйл-младший (главная роль)

Театр Наций — 2017 — настоящее время
- «Синяя синяя птица» — Тиль/Тидель (главная роль)
- «Кабаре» — Бобби

Театральное пространство «Одеон» — 2024 — настоящее время
- «Москва слезам не верит» — Бармен

Центральный зал МСПК на Вернадского — 2024 — настоящее время
- «В джазе только девушки, или У всех свои недостатки» — Осгуд Филдинг-третий, Полякофф
- «Привет, я тётя Чарли!» — Чарли Смит

КТЦ «Югра-Классик» — 2024 — настоящее время
- «Иван Царевич и Серый волк» — Иван Царевич

Санкт-Петербургский театр музыкальной комедии — 2023 — настоящее время
- «Франкенштейн» — Виктор Франкенштейн (главная роль)

### Роли в театре
Российский академический молодёжный театр — 2012
- «Ромео и Джульетта» — Бенволио

### Фильмография
1. 2011 — «Стэп бай стэп» — Жора Мичман
2. 2013 — «Гагарин. Первый в космосе» — Герман Титов (главная роль)
3. 2016 — «Экипаж» — англичанин
4. 2017 — «Бонус» — роль в серии
5. 2017 — Красавица и чудовище — Лефу (озвучание актёра Джоша Гэда)
6. 2019 — Качели (короткий метр) — отец Васьки  (главная роль)
7. 2019 — Склифосовский (7-й сезон) — Роман
8. 2021 — Регби — Павел, отчим Кости